# Hubballi-Dharwad
Hubballi-Dharwad (Hubballi stavat Hubli fram till 1 november 2014) är en stad i den indiska delstaten Karnataka och är centralort i distriktet Dharwad. Folkmängden beräknades till cirka 1,1 miljoner invånare 2018, vilket gör den till Karnatakas näst största stad. Staden, formellt Hubballi-Dharwad Municipal Corporation, består egentligen av två större befolkningscentran; Hubballi sydost och den något mindre Dharwad i nordväst, samt några mindre samhällen där emellan. Hubballi var förr huvudstad i Karnatik.